# Шипиль, Николай Владимирович
Николай Владимирович Шипиль (род. 25 февраля 1955, Ленинград) — советский и российский экономист в области воздушного транспорта, руководитель Федерального агентства воздушного транспорта (2004—2005), заслуженный работник транспорта Российской Федерации.

## Биография

### Ранние годы
Родился 25 февраля 1955 года в Ленинграде. В период 1972—1975 годов учился в Ленинградском авиационно-техническом училище гражданской авиации. По его окончании в 1975 году начал работать техником-технологом по организации авиационных перевозок.

### Работа в гражданской авиации
С 1975 по 1978 годы — сотрудник отдела международных перевозок Центрального агентства воздушных сообщений Ленинградского управления гражданской авиации (ЛУГА). В период 1978—1983 годы — заместитель начальника службы перевозок ЛУГА.
В 1980 году окончил Ленинградский финансово-экономический институт по специальности «экономика труда», а в 1983 году — Академию гражданской авиации (факультет переподготовки специалистов для работы в органах международной гражданской авиации ИКАО). В той же академии через год завершил обучение на факультете по переподготовке командно-руководящих кадров по специальности организация и управление воздушным транспортом, также учился в аспирантуре академии по специальности «управление воздушным движением».
С 1984 по 1985 годы Шипиль работал заместителем начальника отдела кадров ЛУГА.
В 1985 году он был направлен в командировку в Цюрих, где работал сначала помощником генерального представителя «Аэрофлота», затем генеральным представителем авиакомпании (до 1989 года).
В 1991 году окончил Академию народного хозяйства по курсу «Основы внешней экономической деятельности и управления компанией в системе рыночной экономики». Прошёл стажировку во Франции по приглашению Agence pour la Coopération Technique, Industrielle et Économique.
Затем работал в авиапредприятии «Пулково»:
- 1989—1997 годы — заместитель начальника службы международных перевозок;
- 1997—1999 годы — коммерческий директор авиапредприятия.

В 1999 году Шипиль был командирован в Копенгаген в качестве главы регионального представительства ГУАП «Пулково» в странах Скандинавии. В этой должности работал до 2000 года. 
С 2000 года занимал ряд руководящих постов в авиакомпаниях и в Федеральном агентстве воздушного транспорта (ФАВТ):
- 2000—2004 годы — генеральный директор государственной транспортной компании «Россия»[1];
- 2004—2005 годы — руководитель ФАВТ (совмещал должности члена совета директоров компаний Аэрофлот, Ильюшин-финанс, аэропорта Шереметьево, возглавлял совет директоров авиакомпании «Домодедовские авиалинии»);
- 2005 год — заместитель генерального директора ОАО Аэрофлот по вопросам международного сотрудничества;
- 2005—2006 годы — генеральный представитель Аэрофлота в Риме.

В прессе была информация, что быстрое (менее года работы) увольнение Шипиля с должности руководителя ФАВТ было связано с конфликтом между ним и министром транспорта Игорем Левитиным.

### Семья
Шипиль женат, супругу зовут Наталья. Старший сын Пётр (1975) — директор по международному сотрудничеству и протоколу в «Государственной корпорации по организации воздушного движения». Младший сын Леонид (1978) работал в представительстве иностранной авиакомпании в Санкт-Петербурге.

## Награды

### Правительственные
- Орден Дружбы (1997)
- Заслуженный работник транспорта Российской Федерации (2003)
- Почётная грамота Правительства Российской Федерации (2003)
- Благодарность Правительства Российской Федерации (2005)[4]
- Юбилейная медаль «100 лет гражданской авиации России» (2023)

### Ведомственные
- Нагрудный знак «Отличник воздушного транспорта» (2002)
- Почётная медаль МИД (2002)
- Почётный знак Совета безопасности Российской Федерации (2003)
- Медаль «За взаимодействие» (СВР) (2005)